# Jackie Joseph
Sammie Jacqueline "Jackie" Joseph, née le 7 novembre 1933 à Los Angeles, en Californie, aux (États-Unis), est une actrice américaine.

## Biographie

### Jeunesse
Sammie Jacqueline Joseph est née le 7 novembre 1933 à Los Angeles, en Californie, aux (États-Unis).

## Filmographie
- 1958 : Suicide Battalion : Cho-Cho
- 1958 : Bagarres au King Créole (King Creole) : Vendeuse
- 1959 : Speed Crazy : Laura
- 1960 : Alakazam, le petit Hercule (Saiyu-ki) (voix)
- 1960 : La Petite Boutique des horreurs (The Little Shop of Horrors) : Audrey Fulquard
- 1967 : Petit guide pour mari volage (A Guide for the Married Man) de Gene Kelly : Janet Brophy, invitée
- 1967 : Who's Minding the Mint? : Imogene Harris
- 1968 : Il y a un homme dans le lit de maman (With Six You Get Eggroll) d'Howard Morris : Georgia Watson
- 1968 : Le crime, c'est notre business (The Split) : Jackie
- 1969 : Dinky Dog (série télévisée) : Sandy (voix)
- 1970 : Attaque au Cheyenne Club (The Cheyenne Social Club) : Annie Jo
- 1970 : Josie and the Pussycats (série télévisée) : Melody Valentine (voix)
- 1971 : Doris comédie (The Doris Day Show) (série télévisée) : Jackie Parker (1971-1973)
- 1972 : Josie and the Pussycats in Outer Space (série télévisée) : Melody Valentine (voix)
- 1973 : Les Grandes Rencontres de Scooby-Doo (The New Scooby-Doo Movies) (série télévisée) : (1973-1974) (voix)
- 1977 : Sex and the Married Woman (TV) : Intervieweuse
- 1978 : The All-New Popeye Hour (série télévisée) : Sandy (voix)
- 1979 : Scooby-Doo et Scrappy-Doo (Scooby-Doo and Scrappy-Doo) (série télévisée) : Additional Voices (voix)
- 1983 : Get Crazy de Allan Arkush : La mère de Susie
- 1983 : Secrets of a Mother and Daughter (TV) : Syndey Wolfe
- 1984 : Gremlins : Sheila Futterman
- 1985 : Police Academy 2. Au boulot ! (Police Academy 2: Their First Assignment) : Mrs. Kirkland
- 1987 : Police Academy 4. Aux armes citoyens (Police Academy 4: Citizens on Patrol) : Mrs. Kirkland
- 1988 : Agence Toutou Risques Scooby-Doo (A Pup Named Scooby-Doo) (série télévisée) : Additional Voices (voix)
- 1990 : Gremlins 2: La nouvelle génération (Gremlins 2: The New Batch) : Sheila Futterman
- 1998 : Small Soldiers : Wife